# Józef Staniszewski
Józef Staniszewski (13. srpna 1870 Bukowa – 13. listopadu 1953 Brzostek) byl rakouský politik polské národnosti z Haliče, na počátku 20. století poslanec Říšské rady.

## Biografie
Pocházel z rodiny majitele hospodářství. Vychodil nižší gymnázium v Jasłu. Sloužil v rakousko-uherské armádě u 32. zeměbraneckého pěšího regimentu v Rzeszowě. Dosáhl hodnosti kaprála. V době svého působení v parlamentu se uvádí jako zemědělec v obci Nawsie Brzosteckie nebo v obci Bukowa.
Působil také coby poslanec Říšské rady (celostátního parlamentu Předlitavska), kam usedl ve volbách do Říšské rady roku 1907, konaných poprvé podle všeobecného a rovného volebního práva. Byl zvolen za obvod Halič 43.
V roce 1907 byl uváděn jako člen Polské lidové strany, v jiném zdroji ovšem jako polský národní demokrat, kteří byli ideologicky napojeni na politický směr Endecja. Po volbách roku 1907 byl na Říšské radě členem poslaneckého Polského klubu.